# Ṣamt al-quṣūr
Ṣamt al-quṣūr (صمت القصور), noto anche come Les Silences du palais, è un film del 1994 diretto da Moufida Tlatli, vincitore della Menzione speciale per la miglior opera prima al 47º Festival di Cannes.

## Trama
Negli anni '50, la venticinquenne Alia torna al suo luogo di nascita, un palazzo del Bey di Tunisi in cui sua madre, Khedija, lavorava come domestica e concubina. Alia era fuggita dal palazzo dieci anni prima, periodo in cui aveva passato a seppellire ricordi tormentati della sua infanzia. Nella sua visita per rendere omaggio alla morte del principe, Alia vaga per il palazzo in gran parte abbandonato dove si trova di fronte a questi ricordi rappresentati come dettagliati flashback della sua infanzia. Comincia a mettere insieme una narrazione sulla sessualità e lo sfruttamento sessuale di sua madre in uno spazio ordinato per genere e differenza di classe, e viene risvegliata dalle sue continue domande sull'identità di suo padre. Mentre Alia negozia il suo passato, affronta anche la sua attuale relazione con il suo amante, Lotfi, che le ha chiesto di avere quello che sembra essere l'ennesimo aborto. Il suo sviluppo durante tutto il film contrasta il suo risveglio a un passato di servitù sessuale e sociale che molte delle domestiche hanno vissuto nel palazzo contro la sua stessa contestata indipendenza carica di dolore, conflitto e incertezza.

## Riconoscimenti
- 1994 - Festival di Cannes
  - Menzione speciale alla Caméra d'or
- 1995 - International Istanbul Film Festival
  - Tulipano d'oro